# Nikolai Petrowitsch Bogdanow-Belski

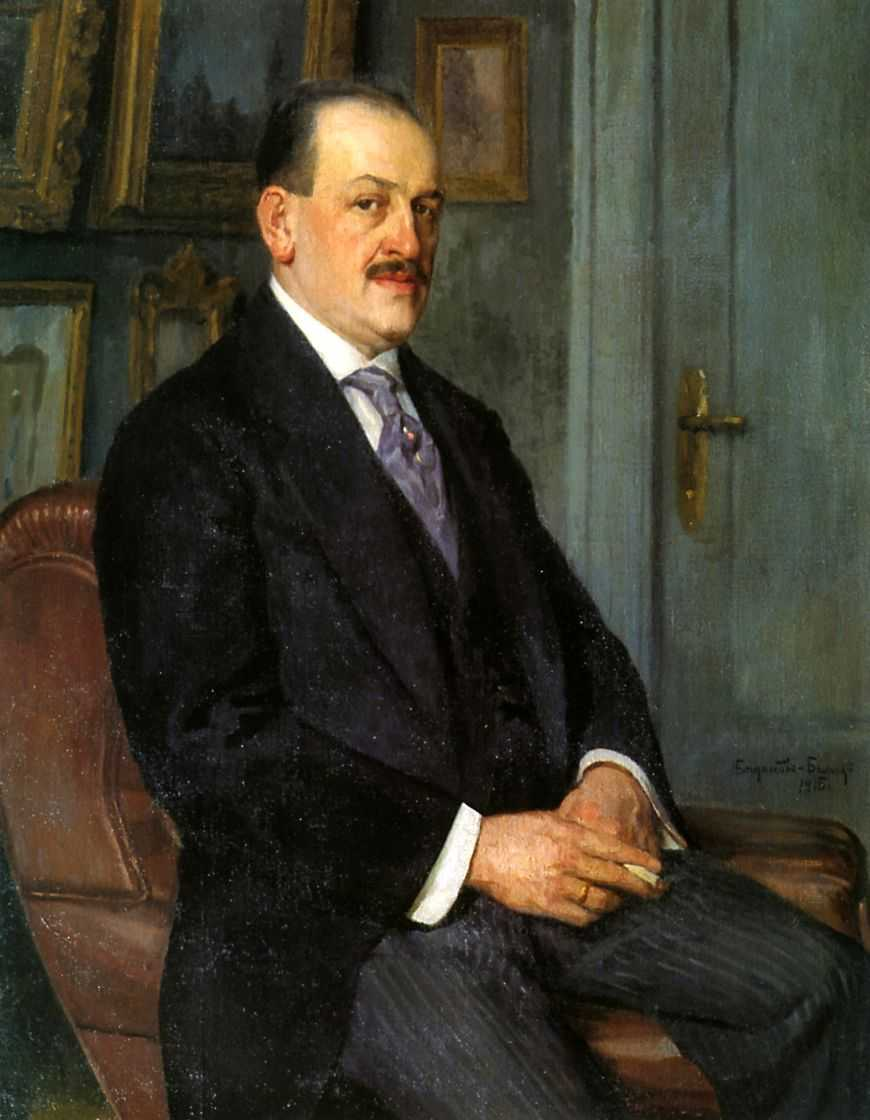
Nikolai Petrowitsch Bogdanow-Belski in einem Selbstporträt

Sein Grabstein auf dem russisch-orthodoxen Friedhof in Berlin-Tegel.

Nikolai Petrowitsch Bogdanow-Belski (auch Bogdanov-Belsky bzw. Bogdanoff-Belsky, russisch Никола́й Петро́вич Богда́нов-Бе́льский)(* 8. Dezember 1868 in Schitik, Gouvernement Smolensk im Russischen Kaiserreich; † 19. Februar 1945 in Berlin) war ein russisch-lettischer Maler und Mitglied der Wanderer-Bewegung.

## Leben
Bogdanow-Belski wurde 1868 in Shitik im Smolensker Gouvernement geboren. Er absolvierte die vom Adligen, Wissenschaftler und Mitgliedes der Russischen Akademie für Wissenschaften Sergei Ratschinski, eigentlich Sergei Alexandrowitsch Ratschinski, auch Semjon Ratschinski (1833–1902), 1875 in dessen Heimatort gegründete Landschule in Tatewo, einem Dorf im heutigen Oblast Twer. Hier erhielt, nachdem sein Zeichentalent erkannt worden war, bis 1883 eine erste Kunstausbildung, die durch Studien zur Ikonenmalerei am Kloster von Sergijew Possad ergänzt wurde. Von 1884 bis 1889 konnte er (möglicherweise durch ein Stipendium) Moderne Malerei an der Moskauer Hochschule für Malerei, Bildhauerei und Architektur studieren. Die Hochschule zeichnete ihn im Abschlussjahr mit einer Silbermedaille für seine Arbeiten aus. Ab 1894 war er ein Schüler Repins an der Russischen Kunstakademie in St. Petersburg. Er war schon seit 1890 an internationalen Ausstellungen in Paris, Rom, New York, Prag, Kopenhagen, Amsterdam, Berlin und Belgrad vertreten. Seit der zweiten Hälfte der 1890er Jahre lebte und arbeitete er in Frankreich in privaten Ateliers in Paris.
Er kehrte danach wieder nach Russland zurück und war in St. Petersburg aktiv. Er wurde Mitglied mehrerer prominenter Gesellschaften, darunter ab 1895 der Peredwischniki (Wanderer-Bewegung) und ab 1909 der 1904 Archip Kuindschi Gesellschaft („Gesellschaft der Künstler“) und war von 1913 bis 1918 deren Vorsitzender. 1903 erhielt er einen akademischen und pädagogischen Abschluss der Petersburger Akademie der Künste, deren aktives Mitglied er seit 1914 war. In Petersburg hatte er in den folgenden Jahren mehrere Einzelausstellungen.
Realistische Kunst wurde von der Sowjetunion abgelehnt und zwang den Künstler, 1921 nach Riga zu ziehen. Dort nahm er die lettische Staatsbürgerschaft an.
Tatjana Lietz (1916–2001), eine damals angehende lettische Malerin, war in seiner baltischen Zeit nahe Riga die einzige Privatschülerin des Malers. Hier lernte er auch die Malerin Ida Kerkovius (1879–1970) kennen. Bogdanow-Belski erlebte auf ihre Einladung hin die große Gastfreundschaft der Patrizierfamilie Kerkovius, die seit 1878 das Rittergut Saadsen östlich von Riga besaß, und schenkte ihr zwei Gemälde. In Riga wurde er am 25. Oktober 1930 Ehrenmitglied (Ehrenphilister) der Studentengesellschaft Fraternitas Arctica. Er wurde mit dem Orden der drei Sterne ausgezeichnet.
Infolge der sowjetischen Besetzung der baltischen Staaten 1939 zog Bogdanow-Belski nach Posen. Am 19. Februar 1945 erlag er in der Berliner Charité seinem Prostataleiden und wurde auf dem russisch-orthodoxen Friedhof in Berlin-Tegel beigesetzt.
Er war seit 1932 mit Antonie (Antonia) Höflinger, einer Deutsch-Baltin, verheiratet.

## Œuvre
Bogdanow-Belski malte hauptsächlich Genrebilder von Landschaften und bäuerlichen Motiven, insbesondere Episoden der Erziehung von Bauernkindern, Porträts und später vermehrt impressionistische Landschaften. Er schuf außerdem zahlreiche Porträts von Berühmtheiten seiner Zeit, wie dem Opernsänger Fjodor Iwanowitsch Schaljapin, Zar Nikolaus II. (1908), Nikolai Felixowitsch Jussupow u. v. a.
Nach langen Jahren, in denen er und seine Werke kaum noch rezipiert wurden, fand 1991 im Lettischen Kunstmuseum eine Ausstellung mit Kunstwerken von Nikolai Bogdanow-Belski statt. 2016 gab es im Lettischen Kunstmuseum („Exchange“) erneut eine Ausstellung, in der Kunstwerke aus lettischen und deutschen Sammlungen ausgestellt wurden.
Seine Bilder befinden sich heute u. a.:
- in der Staatlichen Tretjakow Galerie in Moskau
- der Eremitage in Sankt-Petersburg
- in der Nationalgalerie Prag
- im Lettischen Nationalen Kunstmuseum in Riga
- im Taganrog Museum of Art in Taganrog
- und viele in Privatbesitz

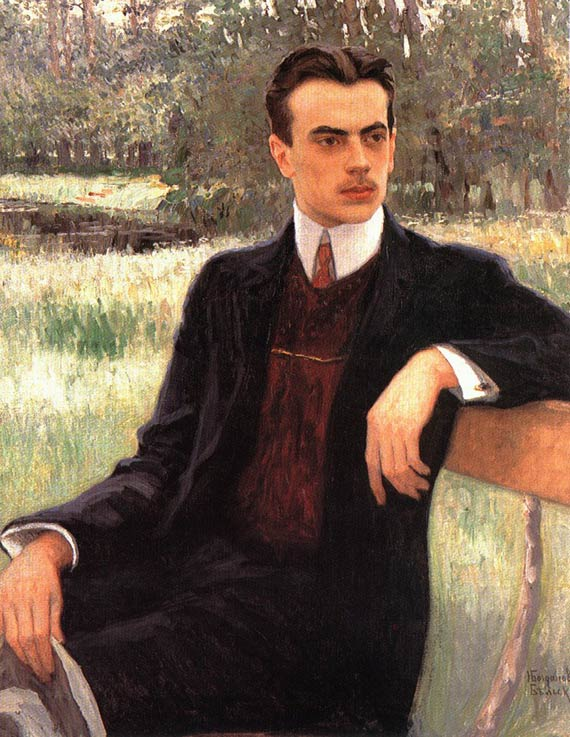
Nikolai Felixowitsch Jussupow, Sohn des Fürsten Felix Felixowitsch Jussupow (1911)
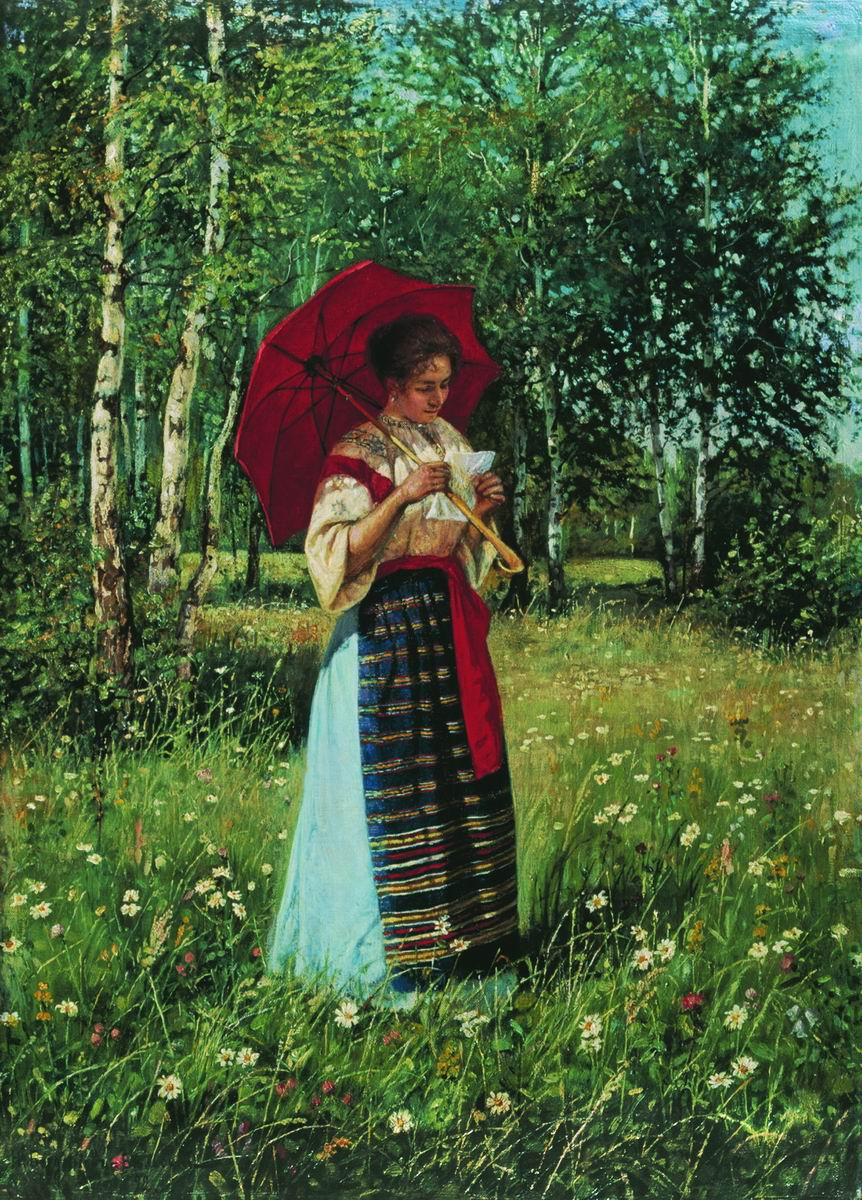
Ein Mädchen liest einen Brief (1892)
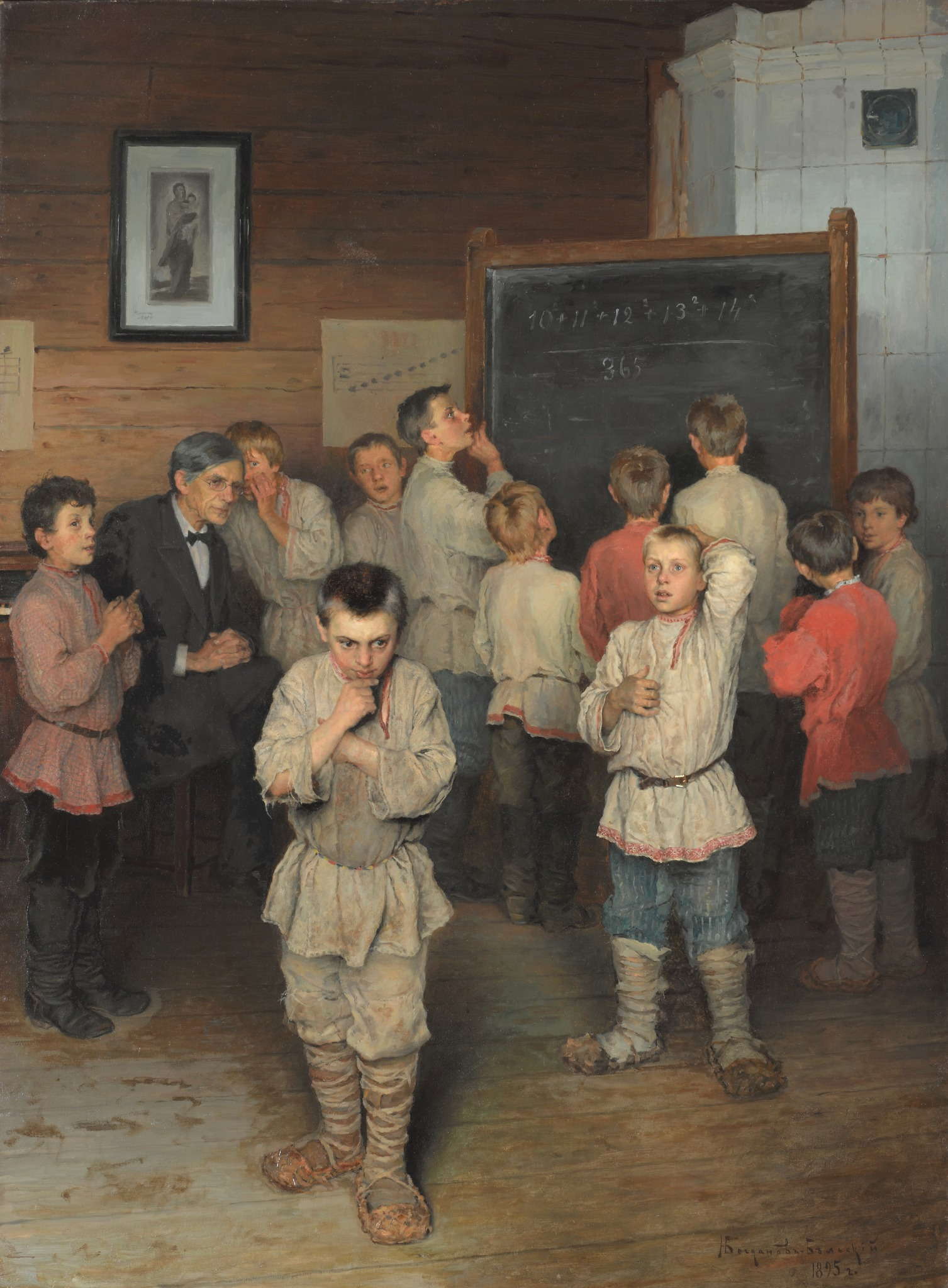
Sein Gemälde „Kopfrechnen an der Volksschule von S. A. Rachinsky“ (1895) befindet sich in der Tretjakow-Galerie in Moskau
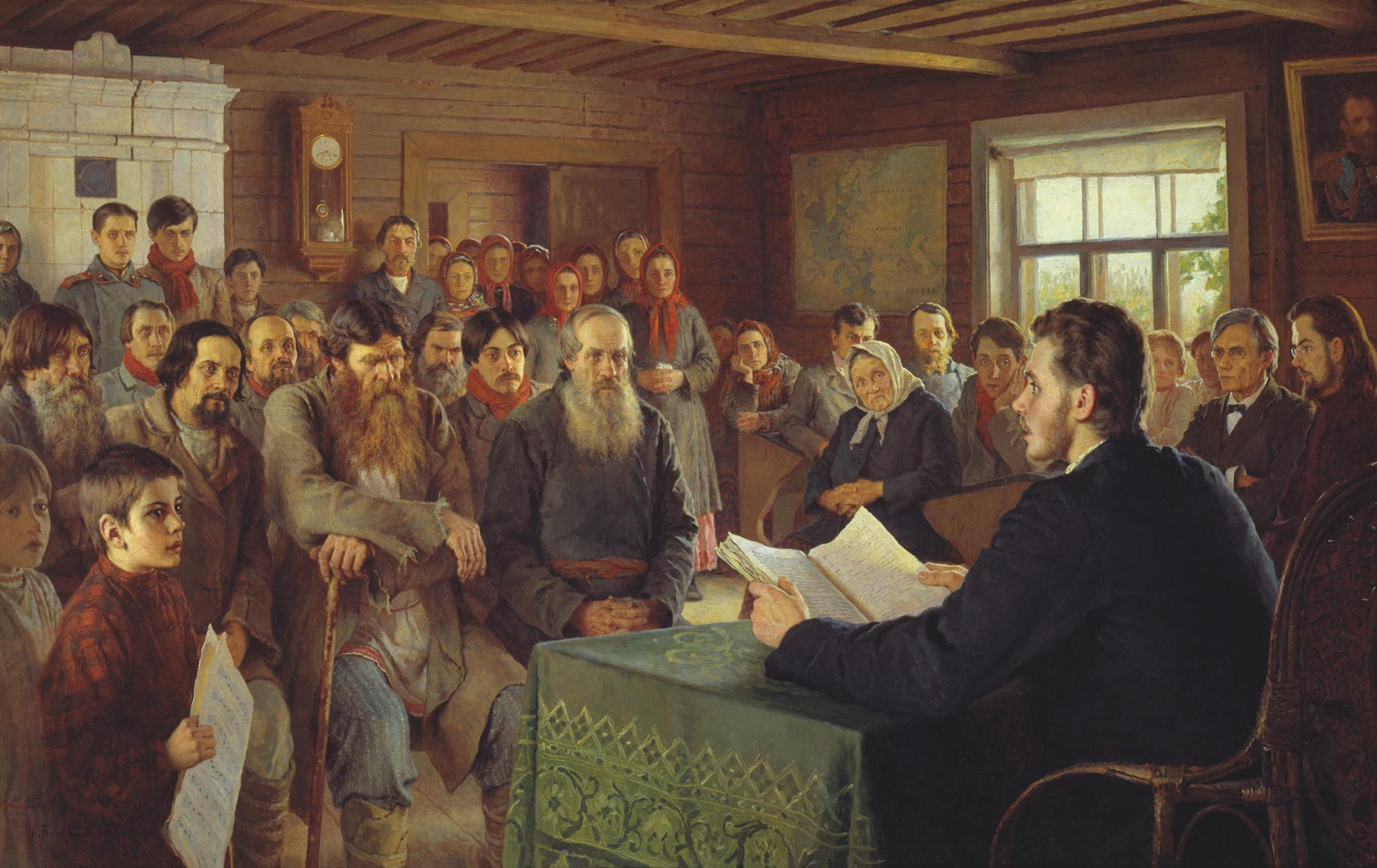
Sonntagslesung in einer Dorfschule (1895)
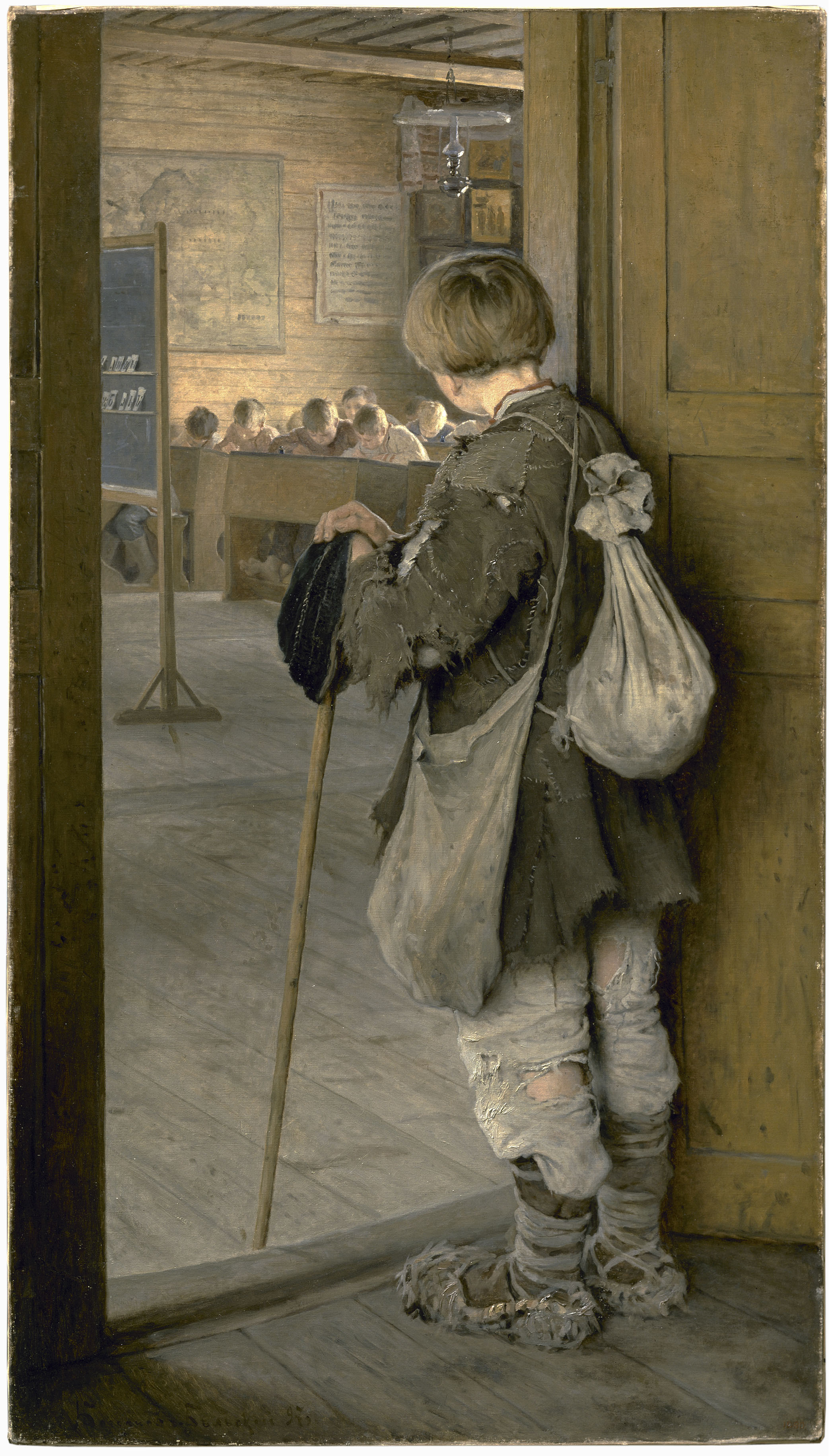
An den Schultüren, vermutlich ein spätes Selbstporträt (1897)